# Terza Categoria 1912-1913
I campionati di Terza Categoria della stagione  1912-1913 furono la nona edizione del campionato di calcio di tale categoria. Il campionato non aveva limiti di età.
Fu gestito dai Comitati Regionali in modo da evitare eccessive spese di trasporto alle squadre partecipanti.

## Liguria
Il campionato era gestito dal Comitato Regionale Ligure (C.R.L.) che aveva sede a Genova.

### Squadre partecipanti
| Club                    | Città       | Stadio                         |
| ----------------------- | ----------- | ------------------------------ |
| Andrea Doria III        | Genova (GE) | ?                              |
| S.G. Raffaele Rubattino | Genova (GE) | ?                              |
| Ruentes                 | ? (GE)      | ?                              |
| Sauli F.C.              | ? (GE)      | ?                              |
| S.C. ???                | Genova (GE) | ?                              |
| S.S. Trionfo Ligure     | Genova (GE) | Campo di via della Cappelletta |

### Classifica
Classifica ignota: la stagione seguente la Raffaele Rubattino disputò il campionato di Promozione 1913-1914, il torneo di grado superiore.

|  | Pos. | Squadra            | Pt | G | V | N | P | GF | GS | DR |
|  | ---- | ------------------ | -- | - | - | - | - | -- | -- | -- |
|  | 1.   | Sauli              | ?  | ? | ? | ? | ? | ?  | ?  | ?  |
|  | ?.   | Raffaele Rubattino | ?  | ? | ? | ? | ? | ?  | ?  | ?  |
|  | ?.   | Andrea Doria III   | ?  | ? | ? | ? | ? | ?  | ?  | ?  |
|  | ?.   | Ruentes            | ?  | ? | ? | ? | ? | ?  | ?  | ?  |
|  | ?.   | Sport Club         | ?  | ? | ? | ? | ? | ?  | ?  | ?  |
|  | ?.   | Trionfo Ligure     | ?  | ? | ? | ? | ? | ?  | ?  | ?  |

### Risultati

#### Calendario
| (1ª)    | (1ª) | Prima giornata             |
|         |      |                            |
| 13 apr. | 3-1  | Andrea Doria III-Genoa III |
| 13 apr. | 3-1  | Superba-Forti e Veloci     |
| 13 apr. | 3-1  | Rubattino-Liguria II       |

| (2ª)    | (2ª) | Seconda giornata   |
|         |      |                    |
| 20 apr. | 5-1  | Sauli-Doria III    |
| 20 apr. | 2-0  | Liguria II-Superba |
| 20 apr. | -    |                    |

| \| (3ª) \| (3ª) \| Terza giornata \| \| \| \| \| \| \| \| ??? \| _-_ \| \| \| \| ??? \| ??? \| _-_ \| \| \| ??? \| ??? \| _-_ \| \| |      |                |  |
| (3ª) | (3ª) | Terza giornata |  |
| |      |                |  |
| ??? | _-_  |                |  |
| ??? | ???  | _-_            |  |
| ??? | ???  | _-_            |  |

### Verdetti
Secondo La Gazzetta dello Sport, a vincere il campionato fu il Sauli.

## Lombardia

### Girone A
Il girone A viene vinto dal Vigor F.C. di Milano.

### Girone B

#### Classifica finale
Fonte:
|  | Pos. | Squadra     | Pt | G | V | N | P | GF | GS | DR  |
|  | ---- | ----------- | -- | - | - | - | - | -- | -- | --- |
|  | 1.   | Aurora      | 11 | 8 | 5 | 1 | 2 | 19 | 9  | +10 |
|  | 2.   | Trevigliese | 11 | 8 | 5 | 1 | 2 | 15 | 11 | +4  |
|  | 3.   | Gallaratese | 8  | 8 | ? | ? | ? | ?  | ?  | ?   |
|  | 4.   | Saronno     | 6  | 8 | ? | ? | ? | ?  | ?  | ?   |
|  | 5.   | Pro Lissone | 4  | 8 | ? | ? | ? | ?  | ?  | ?   |

Legenda:
      Vanno allo spareggio d'ammissione alla finale.
Note:

Due punti a vittoria, uno a pareggio, zero a sconfitta.

##### Spareggio d'ammissione alla finale
Avendo Aurora e Trevigliese terminato il girone a pari punti, fu necessario uno spareggio in campo neutro per decretare il vincitore del girone.

|        | Risultati |             | Luogo e data               |
| ------ | --------- | ----------- | -------------------------- |
| Aurora | 2-1       | Trevigliese | Gorla Primo, 6 aprile 1913 |
|        |           |             |                            |

##### Risultati
Fonti: "Il Campanile" di Treviglio (per i risultati della Trevigliese), "Cronaca Prealpina".
| andata (1ª) | andata (1ª)         | Prima giornata      | ritorno (6ª) | ritorno (6ª) |
|             |                     |                     |              |              |
| 29 dic.     | 0-2                 | Pro Lissone-Aurora  | 0-3          | 2 feb.       |
| 29 dic.     | 0-7                 | Saronno-Gallaratese | -            | 2 feb.       |
| 29 dic.     | Riposa: Trevigliese |                     |              | 2 feb.       |

| andata (2ª) | andata (2ª)     | Seconda giornata        | ritorno (7ª) | ritorno (7ª) |
|             |                 |                         |              |              |
| 5 gen.      | 1-2             | Aurora-Trevigliese      | 0-0          | 9 feb.       |
| 5 gen.      | 1-5             | Gallaratese-Pro Lissone | -            | 9 feb.       |
| 5 gen.      | Riposa: Saronno |                         |              | 9 feb.       |

| andata (1ª) | andata (1ª)         | Prima giornata      | ritorno (6ª) | ritorno (6ª) |
|             |                     |                     |              |              |
| 29 dic.     | 0-2                 | Pro Lissone-Aurora  | 0-3          | 2 feb.       |
| 29 dic.     | 0-7                 | Saronno-Gallaratese | -            | 2 feb.       |
| 29 dic.     | Riposa: Trevigliese |                     |              | 2 feb.       |

| andata (2ª) | andata (2ª)     | Seconda giornata        | ritorno (7ª) | ritorno (7ª) |
|             |                 |                         |              |              |
| 5 gen.      | 1-2             | Aurora-Trevigliese      | 0-0          | 9 feb.       |
| 5 gen.      | 1-5             | Gallaratese-Pro Lissone | -            | 9 feb.       |
| 5 gen.      | Riposa: Saronno |                         |              | 9 feb.       |

| andata (3ª) | andata (3ª)    | Terza giornata          | ritorno (8ª) | ritorno (8ª) |
|             |                |                         |              |              |
| 12 gen.     | 5-1            | Trevigliese-Gallaratese | 0-4          | 16 feb.      |
| 12 gen.     | -              | -                       | -            | 16 feb.      |
| 12 gen.     | Riposa: Aurora |                         |              | 16 feb.      |

| andata (4ª) | andata (4ª)         | Quarta giornata     | ritorno (9ª) | ritorno (9ª) |
|             |                     |                     |              |              |
| 19 gen.     | 3-2                 | Saronno-Trevigliese | 0-2          | 23 feb.      |
| 19 gen.     | 6-3                 | Gallaratese-Aurora  | 0-5          | 23 feb.      |
| 19 gen.     | Riposa: Pro Lissone |                     |              | 23 feb.      |

| andata (3ª) | andata (3ª)    | Terza giornata          | ritorno (8ª) | ritorno (8ª) |
|             |                |                         |              |              |
| 12 gen.     | 5-1            | Trevigliese-Gallaratese | 0-4          | 16 feb.      |
| 12 gen.     | -              | -                       | -            | 16 feb.      |
| 12 gen.     | Riposa: Aurora |                         |              | 16 feb.      |

| andata (4ª) | andata (4ª)         | Quarta giornata     | ritorno (9ª) | ritorno (9ª) |
|             |                     |                     |              |              |
| 19 gen.     | 3-2                 | Saronno-Trevigliese | 0-2          | 23 feb.      |
| 19 gen.     | 6-3                 | Gallaratese-Aurora  | 0-5          | 23 feb.      |
| 19 gen.     | Riposa: Pro Lissone |                     |              | 23 feb.      |

| \| andata (5ª) \| andata (5ª) \| Quinta giornata \| ritorno (10ª) \| ritorno (10ª) \| \| \| \| \| \| \| \| 26 gen. \| 3-2 \| Trevigliese-Pro Lissone \| 1-0 \| 2 mar. \| \| 26 gen. \| 4-1 \| Aurora-Saronno \| 1-0 \| 2 mar. \| \| 26 gen. \| Riposa: \| \| \| 2 mar. \| |             |                         |               |               |
| andata (5ª) | andata (5ª) | Quinta giornata         | ritorno (10ª) | ritorno (10ª) |
| |             |                         |               |               |
| 26 gen. | 3-2         | Trevigliese-Pro Lissone | 1-0           | 2 mar.        |
| 26 gen. | 4-1         | Aurora-Saronno          | 1-0           | 2 mar.        |
| 26 gen. | Riposa:     |                         |               | 2 mar.        |

| andata (5ª) | andata (5ª) | Quinta giornata         | ritorno (10ª) | ritorno (10ª) |
|             |             |                         |               |               |
| 26 gen.     | 3-2         | Trevigliese-Pro Lissone | 1-0           | 2 mar.        |
| 26 gen.     | 4-1         | Aurora-Saronno          | 1-0           | 2 mar.        |
| 26 gen.     | Riposa:     |                         |               | 2 mar.        |

### Finale
La Vigor vince il girone completo del campionato lombardo segnando 27 gol e subendone 4.
|        | Risultati |        | Luogo e data                  |
| ------ | --------- | ------ | ----------------------------- |
| Aurora | 2-2       | Vigor  | Busto Arsizio, 13 aprile 1913 |
| Vigor  | 4-1       | Aurora | Milano, 27 aprile 1913        |
|        |           |        |                               |

#### Verdetto
- Vigor Campione lombardo di Terza Categoria.[10]

## Piemonte
Il campionato era gestito dal Comitato Regionale Piemontese Ligure (C.R.P.L.) che aveva sede a Torino.

### Girone A

#### Partecipanti
| Club         | Città          | Stadio |
| ------------ | -------------- | ------ |
| Carignano    | Carignano (TO) |        |
| Junior       | Torino         |        |
| Juventus III | Torino         |        |
| La Piemonte  | Torino         |        |
| Minerva      | Torino         |        |
| Piemonte III | Torino         |        |
| Torino III   | Torino         |        |
| Vigor II     | Torino         |        |

#### Classifica finale
Fonte:
|  | Pos. | Squadra      | Pt | G | V | N | P | GF | GS | DR |
|  | ---- | ------------ | -- | - | - | - | - | -- | -- | -- |
|  | 1.   | Juventus III | ?  | ? | ? | ? | ? | ?  | ?  | ?  |
|  | 2.   | Sconosciuta  | ?  | ? | ? | ? | ? | ?  | ?  | ?  |
|  | 3.   | Sconosciuta  | ?  | ? | ? | ? | ? | ?  | ?  | ?  |
|  | 4.   | Sconosciuta  | ?  | ? | ? | ? | ? | ?  | ?  | ?  |
|  | 5.   | Sconosciuta  | ?  | ? | ? | ? | ? | ?  | ?  | ?  |
|  | 6.   | Sconosciuta  | ?  | ? | ? | ? | ? | ?  | ?  | ?  |
|  | 7.   | Sconosciuta  | ?  | ? | ? | ? | ? | ?  | ?  | ?  |
|  | 8.   | Sconosciuta  | ?  | ? | ? | ? | ? | ?  | ?  | ?  |

Legenda:
      Vanno allo spareggio d'ammissione alla finale.
Note:

Due punti a vittoria, uno a pareggio, zero a sconfitta.

#### Risultati

##### Calendario
| (1ª)    | (1ª) | Prima giornata       |
|         |      |                      |
| 30 mar. | 3-1  | Juventus III-Junior  |
| 30 mar. | 3-1  | Vigor II-La Piemonte |
| 30 mar. | 10-0 | Torino III-Carignano |
| 30 mar. | 5-2  | Minerva-Piemonte III |

| (2ª)   | (2ª) | Seconda giornata         |
|        |      |                          |
| 6 apr. | 1-0  | Vigor II-Junior          |
| 6 apr. | 5-2  | Minerva-Torino III       |
| 6 apr. | 4-2  | Juventus III-Carignano   |
| 6 apr. | 2-2  | Piemonte III-La Piemonte |

| (3ª)    | (3ª) | Terza giornata         |
|         |      |                        |
| 13 apr. | 1-0  | Juventus III-Minerva   |
| 13 apr. | 3-2  | La Piemonte-Torino III |
| 13 apr. | 5-1  | Junior-Piemonte III    |
| 13 apr. | 6-0  | Vigor II-Carignano     |

| (4ª)    | (4ª) | Quarta giornata          |
|         |      |                          |
| 20 apr. | 4-0  | Carignano-Piemonte III   |
| 20 apr. | 2-0  | Juventus III-La Piemonte |
| 20 apr. | 3-0  | Minerva-Vigor II         |
| 20 apr. | 3-2  | Junior-Torino III        |

| (5ª)   | (5ª) | Quinta giornata         |
|        |      |                         |
| 4 mag. | 7-0  | Junior-Carignano        |
| 4 mag. | 2-0  | Torino III-Piemonte III |
| 4 mag. | 4-0  | Juventus III-Vigor II   |
| 4 mag. | _-_  | La Piemonte-Minerva     |

| (6ª) | (6ª) | Sesta giornata |
|      |      |                |
| ...  | _-_  | ?-?            |
| ...  | _-_  | ?-?            |
| ...  | _-_  | ?-?            |
| ...  | _-_  | ?-?            |

| \| (7ª) \| (7ª) \| Settima giornata \| \| \| \| \| \| 25 mag. \| 4-2 \| Juventus III-Piemonte III \| \| 25 mag. \| 6-0 \| Junior-La Piemonte \| \| 25 mag. \| _-_ \| ?-? \| \| 25 mag. \| _-_ \| ?-? \| |      |                           |
| (7ª) | (7ª) | Settima giornata          |
| |      |                           |
| 25 mag. | 4-2  | Juventus III-Piemonte III |
| 25 mag. | 6-0  | Junior-La Piemonte        |
| 25 mag. | _-_  | ?-?                       |
| 25 mag. | _-_  | ?-?                       |

### Girone B
| Club             | Città                  | Stadio |
| ---------------- | ---------------------- | ------ |
| Alessandria II   | Alessandria            |        |
| Casale II        | Casale Monferrato (AL) |        |
| Derthona         | Tortona (AL)           |        |
| Pro Vercelli III | Vercelli (NO)          |        |

#### Calendario
| (1ª)   | (1ª)                            | Prima giornata |
|        |                                 |                |
| 6 apr. |                                 |                |
| 1-0    | Pro Vercelli III-Casale II 1-0. |                |

| (2ª)    | (2ª) | Seconda giornata           |
|         |      |                            |
| 13 apr. | 3-3  | Casale II-Pro Vercelli III |
| 13 apr. | 2-1  | Alessandria II-Derthona    |

| \| (3ª) \| (3ª) \| Terza giornata \| \| \| \| \| \| 20 apr. \| 0-2 \| [11]Alessandria II-Casale III[4] \| \| 20 apr. \| \| \| |      |                           |
| (3ª) | (3ª) | Terza giornata            |
| |      |                           |
| 20 apr. | 0-2  | Alessandria II-Casale III |
| 20 apr. |      |                           |

### Finale
|           | Risultati |              | Luogo e data     |
| --------- | --------- | ------------ | ---------------- |
| Casale II | 2-0       | Juventus III | ?, 1 giugno 1913 |
|           |           |              |                  |

### Verdetti
- Casale II campione piemontese di Terza Categoria.[4]

## Veneto
Risultati
- 27 aprile 1913: Padova II-Udine II 1-3.[10]

## Toscana

### Sezione di Firenze
Risultati
- 20 aprile 1913:[4]
  - Firenze FBC-Club Sportivo II 1-0.
  - Libertas II-Itala II ?-? (vittoria del Libertas, la fonte afferma "Libertas II batte Itala II con ?-1", il ? sembra uno zero ma, dato che è la Libertas ad aver vinto, probabilmente era un altro numero che non si legge bene).
- 27 aprile 1913:[10]
  - Spes-Virtus Juventusque 4-0.
  - Itala-Club Sportivo 0-0.
  - Firenze-Libertas 3-1.

Verdetti
- Firenze II vince la sezione di Firenze e si qualifica alla finale toscana contro la vincente della sezione di Livorno.

### Sezione di Livorno
|                       | Risultati |                       | Luogo e data            |  |
| --------------------- | --------- | --------------------- | ----------------------- |  |
| Spes II               | 4 - 0     | Virtus Juventusque II | Livorno, 27 aprile 1913 |  |
| Virtus Juventusque II | 1 - 5     | Spes II               | Livorno, 4 maggio 1913  |  |
|                       |           |                       |                         |  |

Verdetti
- Spes II vince la sezione di Livorno e si qualifica alla finale toscana contro la vincente della sezione di Firenze.

### Finale
|            | Risultati |            | Luogo e data            |  |
| ---------- | --------- | ---------- | ----------------------- |  |
| Firenze II | 2 - 2     | Spes II    | Firenze, 11 maggio 1913 |  |
| Spes II    | 0 - 1     | Firenze II | Livorno, 18 maggio 1913 |  |
|            |           |            |                         |  |

### Verdetti
- Firenze II campione toscano di Terza Categoria.

## Lazio

### Squadre partecipanti
| Club          | Città | Stadio |
| ------------- | ----- | ------ |
| Fortitudo     | Roma  |        |
| Juventus F.C. | Roma  |        |
| S.P. Lazio    | Roma  |        |
| Pro Roma      | Roma  |        |
| Roman         | Roma  |        |

### Risultati

#### Calendario
- 9 marzo 1913:
  - Lazio III-Juventus III 2-0[11] (forfait)
- 6 aprile 1913:
  - Lazio III-Pro Roma III 15-0.
- 13 aprile 1913:
  - Roman III-Lazio III 0-2.
  - Juventus III-Pro Roma III 5-0.
- 20 aprile 1913:[4]
  - Roman III-Pro Roma III 8-0.
  - Lazio III-Fortitudo II 3-2.